# لودولف فون ألفينسليبن
لودولف هيرمان ايمانويل جورج كورت فرنر فون ألفينسليبين (1 أبريل 1970 17 مارس 1901)  كان عضو في شوتزشتافل في ألمانيا النازية. شغل مناصب القائد الأعلى لقوات الأمن والشرطة في بولندا المحتلة والاتحاد السوفياتي، واتهم بارتكاب جرائم حرب بما في ذلك قتل ما لا يقل عن 4،247 من البولنديين من قبل وحدات تحت قيادته.

## حياته
ولد في هاله في مقاطعة ساكسونيا البروسية في عائلة فون النبيلة Alvensleben. كان والده اللواء البروسي الجنرال لودولف فون ألفنسليبن (1844-1912). تقاعد والد لودولف بالفعل من الخدمة النشطة لإدارة عزبة العائلة حول قلعة Schochwitz، التي ورثها عن جده ألفينسليبن، الجنرال البروسي هيرمان فون ألفينسليبن (1809-1887).

## الحزب النازي

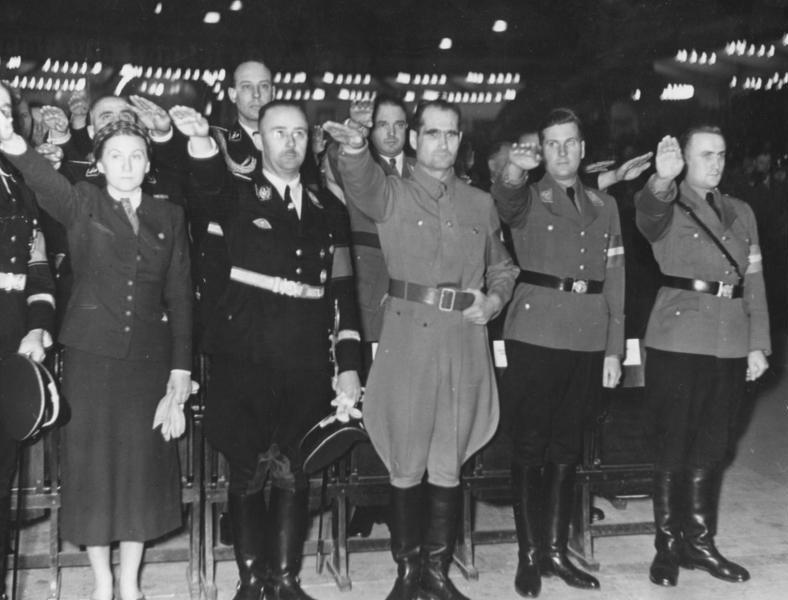
تجمع شباب هتلر، برلين سبورتبالاست، 13 فبراير 1939: جيرترود شولتز-كلينك، هاينريش هيملر، رودولف هيس، بالدور فون شيراك، أرتور أكسمان؛ لودولف يقف وراء هيملر

انضم لودولف إلى الحزب النازي وكتيبة العاصفة في عام 1929. وسرعان ما أصبح رئيسًا للفرع المحلي في أيسلبن ومسؤول المنطقة الرئيسي في مانسفيلد لاند. من يوليو 1931، ترأس الفيلق الاشتراكي الوطني الالي لـكتيبة العاصفة في جاو هاله-مرسيبورغ. ترك كتيبة العاصفة في عام 1932؛ في ذلك الوقت كان مثقلًا بالديون وكان لديه سجل إجرامي كبير بتهم شملت التشهير وجرائم المرور على الطرق.